# Ameletus suffusus
Ameletus suffusus är en dagsländeart som beskrevs av Mcdunnough 1936. Ameletus suffusus ingår i släktet Ameletus och familjen Ameletidae. Inga underarter finns listade i Catalogue of Life.